# Wyjaśnienie gnozy
Wyjaśnienie gnozy – gnostycki utwór z Nag Hammadi (NHC XI,1), zachowany fragmentarycznie. Jego treścią jest gnostyckia eklezjologia, obecne są również aluzje do Chrystusa jako Głowy Kościoła.